# Boycott de 2018 au Maroc
Le Boycott de 2018 au Maroc désigne une campagne de boycott née sur les réseaux sociaux contre trois marques accusées de pratiquer des tarifs excessifs. 

## Précédents et déroulé du boycott
En 2014 et en 2016, deux campagnes de boycott ont marqué la vie politique et économique du pays. Ces deux précédents avaient été utilisés à des fins politiques par Abdel-Ilah Benkiran, alors secrétaire du Parti de la justice et du développement, un parti islamiste, et Premier ministre du royaume. 
À la suite d’une importante campagne d’agitation sur les réseaux sociaux, le 20 avril 2018, un post Facebook lance le début du boycott. Trois marques sont ciblées. Centrale Danone, spécialiste des produits laitiers, détenait 60 % du marché national et a été ciblé après avoir augmenté les prix de certains produits. Afriquia qui gère 39 % du marché marocain de la distribution de carburant est tenu par Aziz Akhannouch alors ministre de l’Agriculture et de la Pêche Maritime. La troisième marque ciblée était Sidi Ali qui représente plus de la moitié du marché marocain de l’eau minérale.  
Après quelques semaines de boycott, les sardines ont aussi été visées, leur prix ayant fortement augmenté durant la période du ramadan. 
Selon une enquête menée pour le journal marocain l’Economiste, 42 % de la population aurait suivi les consignes de boycott.  

## Un boycott instrumentalisé
Rapidement une partie de la presse marocaine met en cause la spontanéité du mouvement et suspecte une manipulation de masse via la diffusion de fake news et l’anonymat des comptes à l’origine de l’appel. 
En septembre 2019, une étude publiée par l’École de pensée sur la guerre économique présente l’organisation en amont de l’appel au boycott, la financiarisation de sa présence sur les réseaux sociaux (astroturfing) ainsi que le rôle des soutiens du mouvement islamiste Al Adl Wal Ihsane (Justice et bienfaisance). 

## Impact économique
Les conséquences économiques ont été importantes pour les marques ciblées. Centrale Danone a enregistré une perte de chiffre d’affaires de 40 % au deuxième trimestre 2018 puis de 35 % au troisième trimestre. 
Les salariés de Centrale Danone ont manifesté devant le Parlement en juin 2018 afin de mettre en avant les risques pour leurs emplois du fait du poids du boycott sur les ventes de la marque. 
Sidi Ali a enregistré une perte de 88 % de son chiffre d’affaires au premier semestre.